# 혼합물

혼합물(混合物, mixture)은 둘 이상의 여러 물질이 화학 반응 없이 섞여 있는 것을 말한다. 크게 균일 혼합물, 콜로이드, 그리고 불균일 혼합물의 세 가지로 나뉜다:
- 균일 혼합
  - 용액

- 콜로이드
  - 우유
- 불균일 혼합물
  - 현탁액 (서스펜션)
  - 흙탕물

## 같이 보기
- 화합물